# 小行星1362
小行星1362（1362 Griqua）是一颗围绕太阳公转的小行星。1935年7月31日，西里爾·傑克遜在约翰内斯堡发现了此天体。
該小行星以南非的格里夸人命名。
这颗小行星的绝对星等为262.0288288640505等。